# Praha, Staré Město (volební obvod Říšské rady)
Praha, Staré Město byl volební obvod pro volby do Poslanecké sněmovny Říšské rady. Volili v něm občané pražské čtvrti Staré Město, kteří splnili podmínky volebního cenzu. Volební obvod byl zřízen při zavedení přímé volby Říšské rady v roce 1873 a zanikl s uzákoněním všeobecného volebního práva v Předlitavsku roku 1907.

## Charakteristika obvodu
| Rok          | 1873  | 1879  | 1885  | 1901   |
| ------------ | ----- | ----- | ----- | ------ |
| Počet voličů | 1 592 | 1 208 | 3 930 | 3 949  |
| Podíl občanů | 3,5 % | 2,6 % | 8,9 % | 10,3 % |

V rámci kuriového volebního systému se jednalo o kurii měst a průmyslových míst. Volební právo bylo omezeno daňovým cenzem, který požadoval minimální roční odvod na přímých daních (po reformě v roce 1882 ve výši 5 zlatých). Roku 1901 bylo k volbě oprávněno něco přes 10 % občanského obyvatelstva volebního obvodu.
Politicky obvod jasně podporoval české národní aspirace a němečtí kandidáti zde nebyli úspěšní. V prvním desetiletí dominovala staročeská Národní strana. Už v osmdesátých letech 19. století však byla úspěšná liberální Národní strana svobodomyslná (mladočeši). I ta ale začala po roce 1900 čelit konkurenci radikálních stran, jejichž kandidát Karel Baxa zde vyhrál doplňovací volby v roce 1903.

## Poslanci
| Poslanec | Poslanec             | Strana                 | Volby      |
| -------- | -------------------- | ---------------------- | ---------- |
|          | Karel Leopold Klaudy | staročeši              | 1873       |
|          | Richard Jahn         | staročeši              | 1879       |
|          | Josef Bromovský      | mladočeši              | 1885       |
|          | Gabriel Blažek       | mladočeši              | 1887 dopl. |
| 1891     | Gabriel Blažek       | mladočeši              |            |
|          | Quido Bělský         | mladočeši              | 1897       |
| 1901     | Quido Bělský         | mladočeši              |            |
|          | Karel Baxa           | státoprávní radikálové | 1903 dopl. |

## Volby

### Volby 1873
V prvních přímých volbách do Říšské rady za českou Národní stranu kandidoval bývalý starosta Prahy Karel Leopold Klaudy. Proti němu se postavil Wenzel Worowka za německou Ústavní stranu.
| Parlamentní volby 1873   |                                |                                |             |             |             |
| Kandidát                 | Kandidát                       | Strana                         | První volba | První volba | První volba |
| Kandidát                 | Kandidát                       | Strana                         | Hlasy       | %           | ±%          |
|                          | Karel Leopold Klaudy           | Staročeši                      | 813         | 63,3        |             |
|                          | Wenzel Worowka                 | ústavověrný                    | 456         | 35,5        |             |
|                          | roztříštěné hlasy              | roztříštěné hlasy              | 15          | 1,2         |             |
| neplatné a prázdné hlasy | neplatné a prázdné hlasy       | neplatné a prázdné hlasy       | 0           | 0,0         |             |
| Celkem/účast             | Celkem/účast                   | Celkem/účast                   | 1 284       | 80,7        |             |
|                          | Staročeši získali (nový obvod) | Staročeši získali (nový obvod) | ±           |             |             |

### Volby 1879
V roce 1879 státoprávní klub (Národní strana a Národní strana svobodomyslná) postavil jako kandidáta advokáta Josefa Stanislava Práchenského. Dosavadní poslanec Klaudy mandát obhajoval jako člen radikálního klubu Reform.
| Parlamentní volby 1879   |                            |                          |             |             |             |
| Kandidát                 | Kandidát                   | Strana                   | První volba | První volba | První volba |
| Kandidát                 | Kandidát                   | Strana                   | Hlasy       | %           | ±%          |
|                          | Josef Stanislav Práchenský | Staročeši                | 538         | 60,1        | –3,2        |
|                          | Karel Leopold Klaudy       | radikální kandidát       | 350         | 39,1        |             |
|                          | roztříštěné hlasy          | roztříštěné hlasy        | 7           | 0,8         | –0,4        |
| neplatné a prázdné hlasy | neplatné a prázdné hlasy   | neplatné a prázdné hlasy | 0           | 0,0         |             |
| Celkem/účast             | Celkem/účast               | Celkem/účast             | 895         | 74,1        | –6,6        |
|                          | Staročeši obhájili         | Staročeši obhájili       | ±           |             |             |

### Doplňovací volby 1882
Po rezignaci Práchenského byl na jeho místo bez protikandidáta (a za malé účasti) zvolen pražský továrník a inženýr Richard Jahn.
| Doplňovací volby do Říšské rady 1882 |                          |                          |             |             |             |
| Kandidát                             | Kandidát                 | Strana                   | První volba | První volba | První volba |
| Kandidát                             | Kandidát                 | Strana                   | Hlasy       | %           | ±%          |
|                                      | Richard Jahn             | Staročeši                | 273         | 98,9        | +38,8       |
|                                      | roztříštěné hlasy        | roztříštěné hlasy        | 3           | 1,1         | +0,3        |
| neplatné a prázdné hlasy             | neplatné a prázdné hlasy | neplatné a prázdné hlasy | 0           | 0,0         |             |
| Celkem/účast                         | Celkem/účast             | Celkem/účast             | 276         | 28,1        | –46,0       |
|                                      | Staročeši obhájili       | Staročeši obhájili       | ±           |             |             |

### Volby 1885
Volby v roce 1885 se konaly po Taafeho volební reformě z roku 1882, která významně rozšířila volební právo. Kandidátem českého státoprávního klubu se stal mladočech Josef Bromovský. Státoprávnímu klubu nicméně v tomto období dominovali konzervativní staročeši; proto liberální mladočeši kolem redakce Národních listů kandidovali poslance Františka Tilšera. Německé liberály z pražského Kasina reprezentoval právník Franz Schmeykal.
| Parlamentní volby 1885   |                          |                          |             |             |             |
| Kandidát                 | Kandidát                 | Strana                   | První volba | První volba | První volba |
| Kandidát                 | Kandidát                 | Strana                   | Hlasy       | %           | ±%          |
|                          | Josef Bromovský          | Mladočeši                | 1 593       | 68,9        | –30,0       |
|                          | Franz Schmeykal          | ústavověrný              | 571         | 24,7        |             |
|                          | Jaroslav Pštross         | nezávislý                | 85          | 3,7         |             |
|                          | František Tilšer         | nezávislý mladočech      | 62          | 2,7         |             |
|                          | roztříštěné hlasy        | roztříštěné hlasy        | 2           | 0,1         | –1,0        |
| neplatné a prázdné hlasy | neplatné a prázdné hlasy | neplatné a prázdné hlasy | 3           | 0,1         |             |
| Celkem/účast             | Celkem/účast             | Celkem/účast             | 2 316       | 58,9        | +30,8       |
|                          | Státoprávní klub obhájil | Státoprávní klub obhájil | ±           |             |             |

### Doplňovací volby 1887
Poslanec Bromovský se roku 1887 vzdal mandátu, jelikož podle svého vyjádření nezvládal skloubit povinnosti poslance a továrníka. 9. září se tedy konaly doplňovací volby, v nichž se již staročeská a mladočeská strana střetly v ostrém souboji. Za staročechy kandidoval lékař Bohumil Eiselt, mladočeši do voleb vyslali bankéře Gabriela Blažka.
| Doplňovací parlamentní volby 1887 |                          |                          |             |             |             |
| Kandidát                          | Kandidát                 | Strana                   | První volba | První volba | První volba |
| Kandidát                          | Kandidát                 | Strana                   | Hlasy       | %           | ±%          |
|                                   | Gabriel Blažek           | Mladočeši                | 820         | 50,8        | –18,1       |
|                                   | Bohumil Eiselt           | Staročeši                | 768         | 47,6        |             |
|                                   | roztříštěné hlasy        | roztříštěné hlasy        | 25          | 1,5         | +1,4        |
| neplatné a prázdné hlasy          | neplatné a prázdné hlasy | neplatné a prázdné hlasy | 0           | 0,0         |             |
| Celkem/účast                      | Celkem/účast             | Celkem/účast             | 1 613       | 48,9        | –10,0       |
|                                   | Mladočeši obhájili       | Mladočeši obhájili       | ±           |             |             |

### Volby 1891
Roku 1891 obhajoval mandát mladočech Gabriel Blažek. Staročeskou stranu reprezentoval obchodník a pražský radní Josef Kopecký a německé liberály opět Franz Schmeykal. V první volbě nedosáhl žádný z kandidátů nadpoloviční většiny, staročech a mladočech proto postoupili do užší volby. V ní zaujali staročeši strategii bojkotu a vyzvali své voliče, aby se voleb nezúčastnili.
| Parlamentní volby 1891 |                             |                             |             |             |             |            |            |            |
| Kandidát               | Kandidát                    | Strana                      | První volba | První volba | První volba | Užší volba | Užší volba | Užší volba |
| Kandidát               | Kandidát                    | Strana                      | Hlasy       | %           | ±%          | Hlasy      | %          | ±%         |
|                        | Gabriel Blažek              | Mladočeši                   | 826         | 44,1        | –6,7        | 585        | 99,7       |            |
|                        | Josef Kopecký               | Staročeši                   | 598         | 31,9        | –15,7       | 2          | 0,3        |            |
|                        | Franz Schmeykal             | ústavověrný                 | 433         | 23,1        |             |            |            |            |
|                        | roztříštěné a prázdné hlasy | roztříštěné a prázdné hlasy | 16          | 0,9         | –0,6        |            |            |            |
| neplatné hlasy         | neplatné hlasy              | neplatné hlasy              | 0           | 0,0         |             | 0          | 0,0        |            |
| Celkem/účast           | Celkem/účast                | Celkem/účast                | 1 909       | 71,0        | +22,1       | 587        | 21,8       |            |
|                        | Mladočeši obhájili          | Mladočeši obhájili          | ±           |             |             |            |            |            |

### Volby 1897
Roku 1897 jasně vyhrál mladočeský kandidát podnikatel Quido Bělský nad staročechem Emanuelem Tonnerem
| Parlamentní volby 1897   |                          |                          |             |             |             |
| Kandidát                 | Kandidát                 | Strana                   | První volba | První volba | První volba |
| Kandidát                 | Kandidát                 | Strana                   | Hlasy       | %           | ±%          |
|                          | Quido Bělský             | Mladočeši                | 1 248       | 79,1        | +35,0       |
|                          | Emanuel Tonner           | Staročeši                | 330         | 20,9        | –11,0       |
| neplatné a prázdné hlasy | neplatné a prázdné hlasy | neplatné a prázdné hlasy | 0           | 0,0         |             |
| Celkem/účast             | Celkem/účast             | Celkem/účast             | 1 578       |             |             |
|                          | Mladočeši obhájili       | Mladočeši obhájili       | ±           |             |             |

### Volby 1901
Roku 1901 obhajoval mandát stávající poslanec Národní strany svobodomyslné Quido Bělský. Dále kandidoval hostinský František Regner za sociální demokracii a mlynář Václav Štěpánek za sdružení radikálních stran. Bělský volbu vyhrál s pohodlnou většinou.
| Parlamentní volby 1901   |                          |                          |             |             |             |
| Kandidát                 | Kandidát                 | Strana                   | První volba | První volba | První volba |
| Kandidát                 | Kandidát                 | Strana                   | Hlasy       | %           | ±%          |
|                          | Quido Bělský             | Mladočeši                | 941         | 74,5        | –4,6        |
|                          | Václav Štěpánek          | Národní sociálové        | 247         | 19,6        |             |
|                          | František Regner         | Sociální demokraté       | 56          | 4,4         |             |
|                          | roztříštěné hlasy        | roztříštěné hlasy        | 19          | 1,5         | +1,5        |
| neplatné a prázdné hlasy | neplatné a prázdné hlasy | neplatné a prázdné hlasy | 3           | 0,2         |             |
| Celkem/účast             | Celkem/účast             | Celkem/účast             | 1 266       | 32,1        |             |
|                          | Mladočeši obhájili       | Mladočeši obhájili       | ±           |             |             |

### Doplňovací volby 1903
Kvůli pracovnímu vytížení se poslanec Bělský vzdal mandátu a 18. března 1903 se konaly doplňovací volby. Mladočeská strana postavila jako kandidáta advokáta Jana S. Nováka, za radikální strany tentokrát kandidoval zemský poslanec a advokát Karel Baxa.
| Doplňovací parlamentní volby 1903 |                                              |                                              |             |             |             |
| Kandidát                          | Kandidát                                     | Strana                                       | První volba | První volba | První volba |
| Kandidát                          | Kandidát                                     | Strana                                       | Hlasy       | %           | ±%          |
|                                   | Karel Baxa                                   | Státoprávní radikálové                       | 884         | 60,6        | +41,0       |
|                                   | Jan S. Novák                                 | Mladočeši                                    | 572         | 39,2        | –35,3       |
|                                   | roztříštěné hlasy                            | roztříštěné hlasy                            | 3           | 0,2         | –1,3        |
| neplatné a prázdné hlasy          | neplatné a prázdné hlasy                     | neplatné a prázdné hlasy                     | 11          | 0,7         |             |
| Celkem/účast                      | Celkem/účast                                 | Celkem/účast                                 | 1 470       | 38,8        | +6,7        |
|                                   | Státoprávní radikálové získali od mladočechů | Státoprávní radikálové získali od mladočechů | ±           |             |             |